# غيلينغام (دائرة انتخابية في المملكة المتحدة)
غيلينغام  (بالإنجليزية: Gillingham)‏ هي إحدى الدوائر الانتخابية في المملكة المتحدة الممثلة في مجلس العموم في برلمان المملكة المتحدة.
عضو البرلمان الذي يمثلها حالياً هو :Paul Clark (Lab).